# Kramarka, Mahdalînivka
Kramarka (în ucraineană Крамарка) este un sat în comuna Jdanivka din raionul Mahdalînivka, regiunea Dnipropetrovsk, Ucraina.

## Demografie
Componența lingvistică a localității Kramarka
     Ucraineană (94,01%)
     Rusă (5,99%)
Conform recensământului din 2001, majoritatea populației localității Kramarka era vorbitoare de ucraineană (94,01%), existând în minoritate și vorbitori de rusă (5,99%).